# Märtyrinnen von Nowogródek

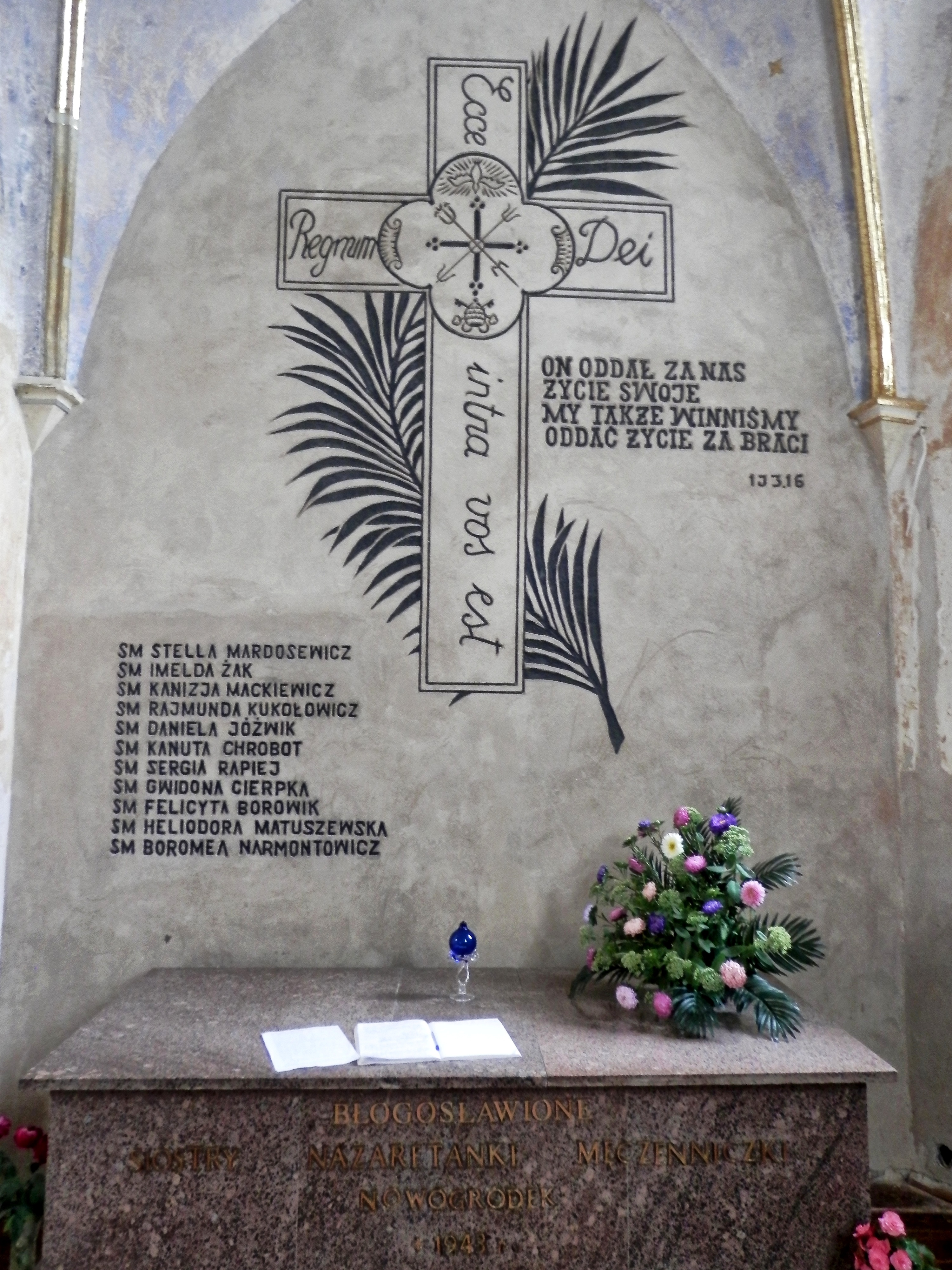
Epitaph für die Märtyrinnen in der Verklärungskirche in Nowogródek mit einer Inschrift aus : „Er hat sein Leben für uns hingegeben. So müssen auch wir für die Brüder das Leben hingeben“

Die Märtyrinnen von Nowogródek waren elf Mitglieder der Schwestern von der Heiligen Familie von Nazareth, die von der Gestapo am 1. August 1943 im damaligen Nowogródek, Polen (heute Nawahradak, Belarus) erschossen wurden. Papst Johannes Paul II. sprach die Märtyrinnen am 5. März 2000 in Rom selig.

## Geschichte
Die Schwestern von der Heiligen Familie von Nazareth kamen 1929 auf Geheiß Bischof Zygmunt Łozińskis nach Nowogródek. Während der deutschen Besetzung im Zweiten Weltkrieg setzten sich die Schwestern stark für die Betreuung der Bewohner der Stadt ein. Von den rund 20.000 Einwohnern der Stadt waren etwa die Hälfte Juden. Die Deutschen ermordeten rund 9.500 von ihnen und sperrten die restlichen in Arbeitslager.
Am 31. Juli 1943 wurden die Ordensschwestern von der Gestapo verhaftet und zur Wache gebracht. Die Schwestern glaubten, sie würden zur Zwangsarbeit gebracht. In der Morgendämmerung des 1. Augusts wurden sie auf Lastwagen verladen und in den Wald fünf Kilometer vor der Stadt gefahren. Nach einem Gebet wurden die elf Ordensfrauen zu einem Massengrab geführt und von der Gestapo erschossen. Der einzigen überlebenden Schwester, Maria Malgorzata Banas, die zum Zeitpunkt der Festnahme durch die Deutschen nicht am Ort war, gelang es später, das Massengrab zu finden. Bis zu ihrem Tode 1966 pflegte sie die Grabstätte ihrer Mitschwestern.
| Ordensname                | Geburtsname            | Geburtsdatum      | Alter am Tag der Ermordung |
| ------------------------- | ---------------------- | ----------------- | -------------------------- |
| Sr. Maris Stella (Oberin) | Adela Mardosewicz      | 14. Dezember 1888 | 54 Jahre                   |
| Sr. M. Rajmunda           | Anna Kokołowicz        | 24. August 1892   | 50 Jahre                   |
| Sr. M. Imelda             | Jadwiga Karolina Żak   | 29. Dezember 1892 | 50 Jahre                   |
| Sr. M. Daniela            | Eleonora Aniela Jóźwik | 25. Januar 1895   | 48 Jahre                   |
| Sr. M. Kanuta             | Józefa Chrobot         | 22. Mai 1896      | 47 Jahre                   |
| Sr. M. Gwidona            | Helena Cierpka         | 11. April 1900    | 43 Jahre                   |
| Sr. M. Sergia             | Julia Rapiej           | 18. August 1900   | 42 Jahre                   |
| Sr. M. Kanizja            | Eugenia Mackiewicz     | 27. November 1903 | 39 Jahre                   |
| Sr. M. Felicyta           | Paulina Borowik        | 30. August 1905   | 37 Jahre                   |
| Sr. M. Heliodora          | Leokadia Matuszewska   | 8. Februar 1906   | 37 Jahre                   |
| Sr. M. Boromea            | Weronika Narmontowicz  | 18. Dezember 1916 | 26 Jahre                   |